# Adsorpcija
Adsorpcija je sposobnost neke čvrste tvari zvane adsorbensa da na svojoj graničnoj površini veže (adsorbira) molekule plina ili otopljene tvari iz otopina (adsorbant), formirajući tako molekularni ili atomski film kojeg nazivamo adsorbat. Ovaj pojam se često zamjenjuje s pojmom apsorpcije, međutim riječ je o sasvim drugačijem procesu. Oba procesa se mogu nazvati sorpcijama, dok suprotan proces zovemo desorpcijom.
Adsorpcija se dešava u većini prirodnih, bioloških i kemijskih sustava, te je široko upotrijebljavana u industriji, kao npr. kod Pročišćavanja voda Filtracijom aktivnim ugljenom. U analitičkoj kemiji, naročito u tehnikama poput kromatografije i izmjene iona, adsorpcija igra važnu ulogu tako da od odabira selektivno određenih adsorbensa, ovisi krajnji rezultat ispitivanja.
Osnova adsorpcije leži u energiji površine materijala. U većini materijala, svi atomi i molekule povezane su kemijskim vezama (bilo ionskim, kovalentnim ili vezama metalne prirode) s drugim atomima i molekulama. Izuzetak predstavljaju atomi koji se nalaze na površini materijala, koji nisu potpuno okruženi drugim atomima. Iz tog razloga, površinski atomi imaju manji ili veći afinitet u formiranju veza s nekim drugim atomom koji se nađe u blizini.

## Adsorbenti
Adsorbenti su obično materijali u obliku praha, cijevčica ili monolita s hidrodinamičkom veličinom svojih čestica između 0,5 i 10 mm. Potrebno je da imaju veliku otpornost na abraziju, visoku toplinsku stabilnost i mali promjer mikropora, pošto je kapacitet adsorbenta ovisan o njegovoj površine. Postoje različite vrste industrijskih adsorbenata:
- Adsorbenti koji sadrže kisik - uglavnom su hidrofilni i polarni poput silikagela i zeolita.
- Adsorbenti koji sadrže ugljik - obično su hidrofobni i nepolarni poput aktivnog ugljena.
- Adsorbenti koji sadrže polimere - oni sadrže polarne ili nepolarne funkcionalne grupe u poroznoj polimernoj matrici.

## Vanjske poveznice
- (engl.) Adsorpcija s aktivnim ugljenom